# رضا رويكري
رضا رويكري (بالفارسية: رضا رویگری) هو ممثل ومغني ورسام إيراني.

## سيرة
ولد في 27 ديسمبر من عام 1946 في شميرانات في طهران عاصمة إيران. اشتهر رضا رويكري بدوره في الكثير من الأفلام والمسلسلات التلفزيونية الإيرانية المشهورة مثل المختار الثقفي، النسور والمستأجرين وغيرها من العروض، ويقوم رضا رويكري بمشاركات في المسرح والسينما في إيران.

## وصلات خارجية
- رضا رويكري على موقع IMDb (الإنجليزية)
- رضا رويكري على موقع قاعدة بيانات الفيلم (الإنجليزية)